# Made in Ukraine
Made in Ukraine je ukrajinská popová kapela, založená v roce 1996. Repertoár ze značné části tvoří ukrajinské lidové písně v moderním tanečním provedení.

## Historie
Kapela byla vytvořena V. Mironenkom v roce 1996, tentýž rok vyšlo první studiové album skupiny „Розпрягайте, хлопці, коней“.
Tatiana Dehtjaryova je stálou sólistkou kapely od roku 1998.
V roce 2000 se celý kolektiv (umělci, aranžéři, administrativa) přestěhoval do Kyjeva.
Od té doby bylo vydáno 10 CD, uskutečnilo se více než 1200 koncertů a geografie koncertní činnosti zahrnuje celou Ukrajinu: od Zakarpatska po Luhanskou oblast, od Černihiva po Oděsu.
V roce 2014 podpořila skupina demonstranty na Maidanu v Kyjevě svojím vystoupením. Na jaře roku 2014 se tým zúčastnil koncertů v Černihivě (vojenský tábor v Goncharivsku a vojenské cvičiště Desna) na podporu ukrajinských vojsk a v prosinci na svátek sv. Mikuláše navštívila skupina vojáky ATO ve městě Svatovo v Luhanské oblasti.
Na podzim roku 2014 vydala skupina velmi očekávané video k písni „Smuhljanka“ (Klen zelenyj), který zrežíroval Alexander Filatovich. Kreativní překlad této skladby vytvořila Olga Pavelets již v roce 2010 při příležitosti 65. výročí vítězství ve druhé světové válce.
Začátkem června 2015 vyšla nová píseň věnovaná hrdinům ATO, kreativní překlad sovětské písně „Kaťuša“ nazvaná „Hrdinové ATO (Taňuša)“. Natáčení proběhlo v nahrávacím studiu Igora Balana.
Dnes kapela Made in Ukraine aktivně koncertuje s novým albem „Потанцюймо?!“ (2011).

## Členové kapely

### Současní členové
- Тетяна Дегтярьова — sólistka
- Стефанія Залевська — doprovodné vokály, choreografie
- Альона Влаєва, doprovodné vokály, choreografie
- Ольга Павелець — autor, hudebník

### Bývalí členové
- Антон Коффін — zvukový režisér
- Руслан Юдін — vokály
- Світлана Троцька — vokály
- Руслан Рисенко — vokály
- Олександр Коваленко — vokály
- Андрій Босенко — vokály, autor
- Дмитро Мироненко „Мiстер «D»“ — doprovodné vokály
- Тетяна Кривенко — doprovodné vokály

## Diskografie
- Розпрягайте, хлопці, коней (1996)
- Судний день (1997)
- Назавжди (1997)
- 12+1 москальских пісень про другорядне(1998)
- Баунті (1999)
- Ще… (2000)
- Щедрий вечір (2000)
- Смачні речі (2000)
- Класика (2008)
- Потанцюймо?! (2011)
- Смуглянка (remix, 2013)